# الخطوط الجوية المنغولية
الخطوط الجوية المنغولية (بالإنجليزية: MIAT Mongolian Airlines)‏ وهي الخطوط الجوية الدولية لدولة منغوليا تأسست هذه الخطوط في سنة 1954 وتتركز الخطوط في مدينة أولان باتور عاصمة منغوليا ومقرها الرئيسي مطار جنكيز خان الدولي الذي يقع بالقرب من أولان باتور.

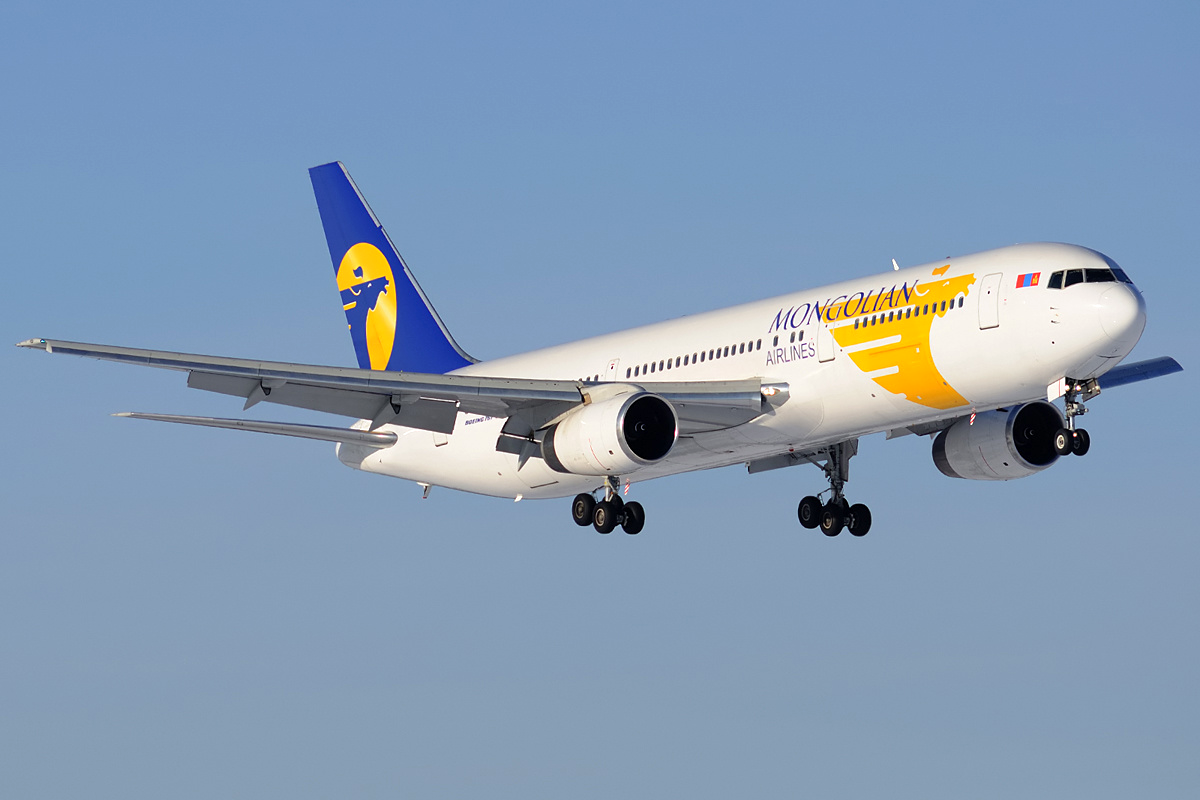
طائرة بوينغ 767 تابعة للشركة في مطار شيريميتييفو الدولي في 2012.

## الوجهات

### اتفاقيات الرمز المشترك
لدى الخطوط الجوية المنغولية اتفاقيات الرمز المشترك مع الشركات التالية:
- إيروفلوت[3]
- كاثي باسيفيك[4]
- الخطوط الجوية اليابانية[5]
- كوريا للطيران[6]
- الخطوط الجوية التركية[7]

## الأسطول

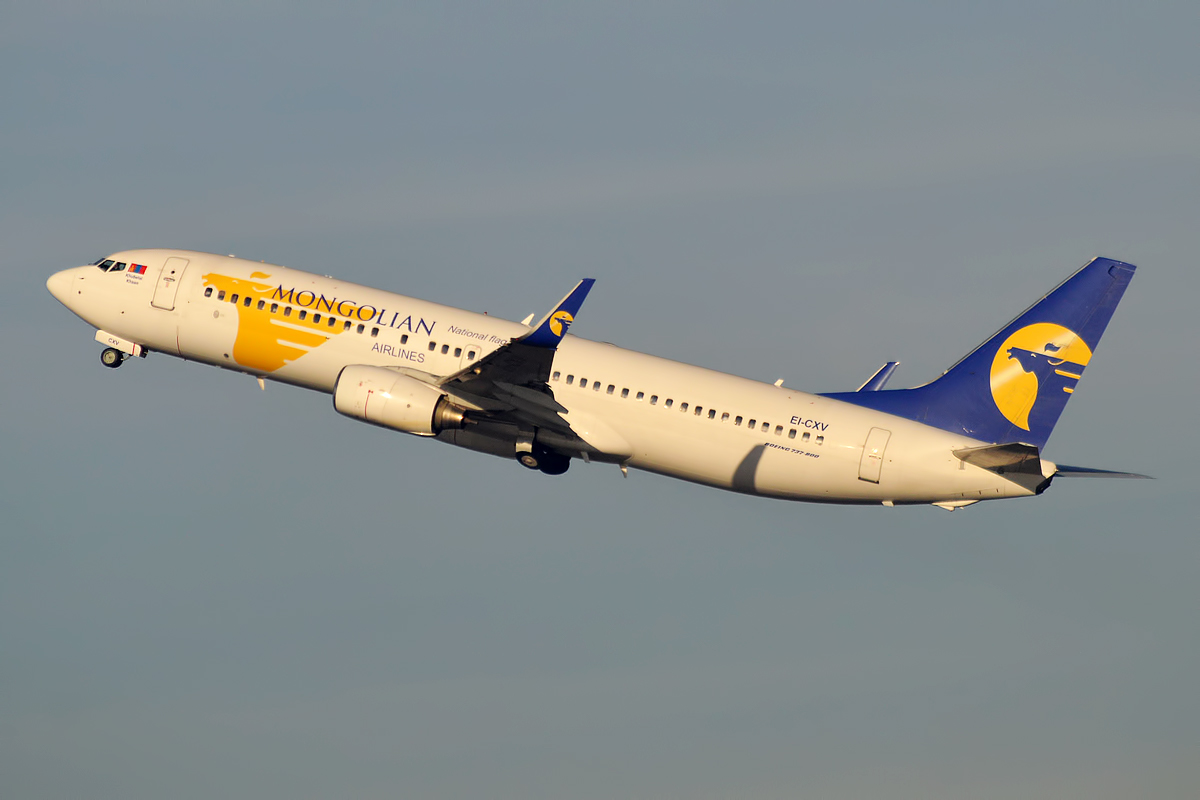
بوينغ 737 الجيل القادم (2017)

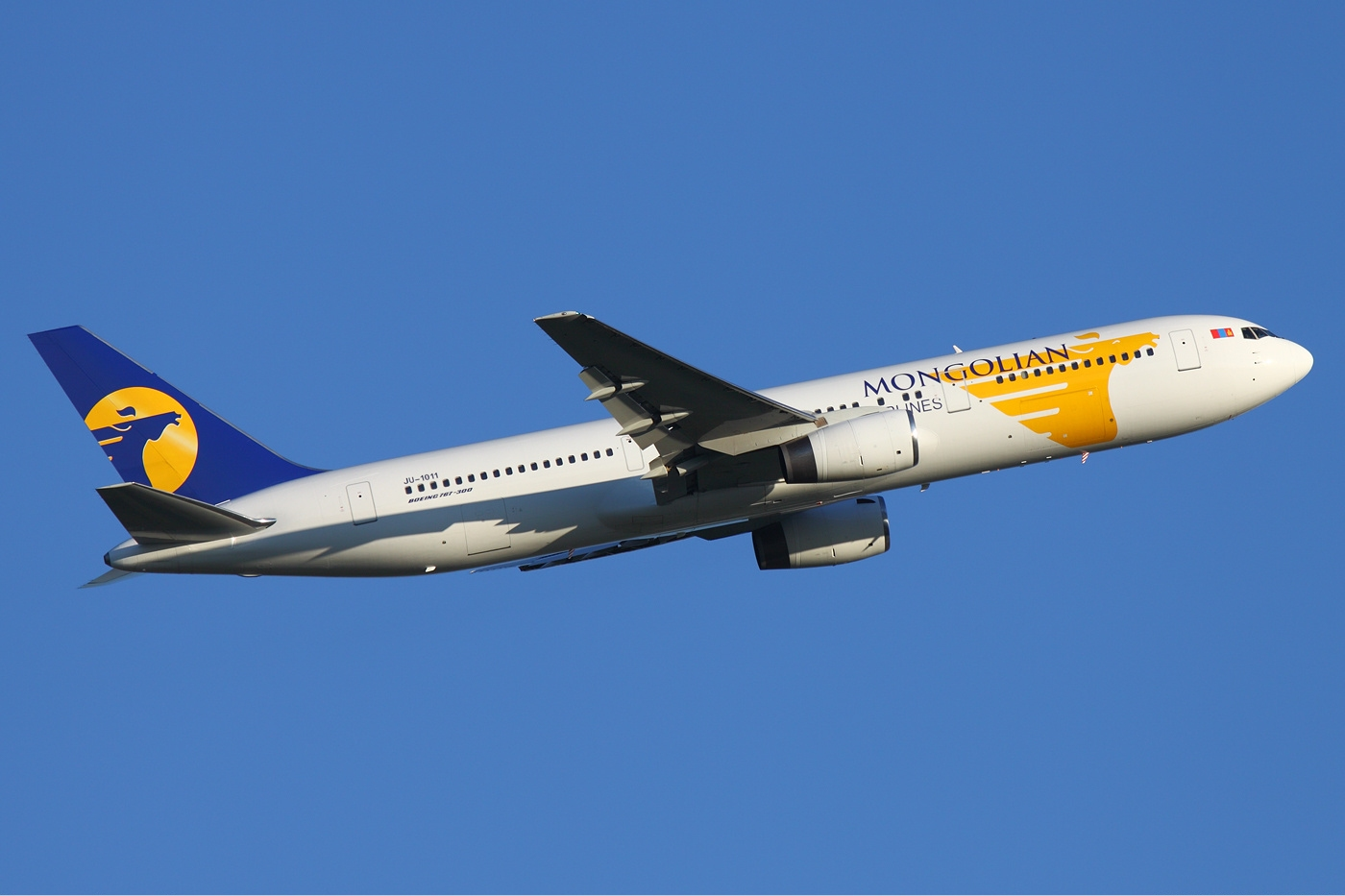
بوينغ 767 (2011)

### الأسطول الحالي
اعتبارا من 2022، تشغل الخطوط المنغولية الطائرات التالية:
| الطائرة        | في الخدمة | مطلوبة | الركاب       | الركاب            | الركاب   | الركاب  | ملاحظات |
| الطائرة        | في الخدمة | مطلوبة | رجال الأعمال | السياحية المتميزة | السياحية | المجموع | ملاحظات |
| -------------- | --------- | ------ | ------------ | ----------------- | -------- | ------- | ------- |
| Boeing 737-800 | 3         | —      | 12           | —                 | 150      | 162     |         |
| Boeing 737-800 | 3         | —      | 12           | —                 | 156      | 168     |         |
| Boeing 737-800 | 3         | —      | 12           | —                 | 162      | 174     |         |
| بوينغ 737 ماكس | 1         | 3      | 12           | —                 | 150      | 162     |         |
| بوينغ 767      | 1         | —      | 15           | —                 | 237      | 252     |         |
| بوينغ 787      | 1         | —      | 16           | 21                | 276      | 313     | [ 15 ]  |
| أسطول الشحن    |           |        |              |                   |          |         |         |
| بوينغ 757      | 1         | —      | شحن          | شحن               | شحن      | شحن     | [ 16 ]  |
| المجموع        | 6         | 4      |              |                   |          |         |         |

### الأسطول التاريخي
قامت الخطوط المنغولية سابقًا بتشغيل الطائرات التالية:
- إيرباص إيه 310
- إيرباص إيه 330
- أنتونوف أن-2
- أنتونوف أن-24
- أنتونوف أن-26
- أنتونوف أن-30
- بوينغ 727
- بوينغ 737 كلاسيك
- بوينغ 737 الجيل القادم[18]
- Harbin Y-12
- إليوشن إي أل-14
- كاموف كا-26
- ميل مي-4
- ميل مي-8
- Polikarpov Po-2
- توبوليف تو 154
- ياكوفليف ياك-12